# Gokkun

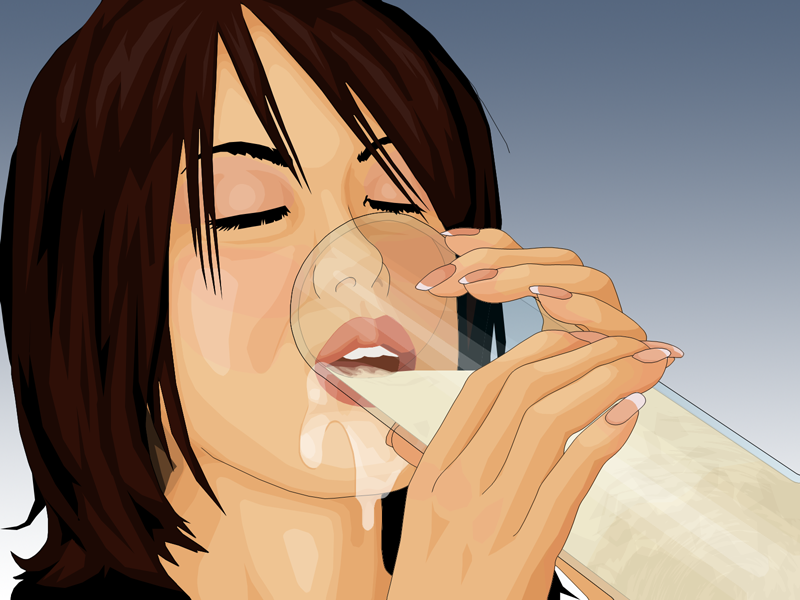
Illustration av en kvinna som utför gokkun.

Gokkun (japanska: ゴックン) är en genre inom japansk pornografi där en person dricker och/eller sväljer större mängder sädesvätska från en eller flera män.
Ordet "gokkun" är onomatopoetiskt som översätts till svenskan som "klunk", det vill säga ljudet från att svälja. Den liknande genren bukkake innefattar flera män som ejakulerar på en persons ansikte och behöver nödvändigtvis inte medför att sädesvätskan förtärs. Gokkun involverar dock en eller flera män som ejakulerar i en kvinnas eller mans mun eller i en behållare från vilket sperma kommer att förtäras. 
Teman som ofta förekommer i gokkunfilmer inkluderar en kvinna eller man som dricker sädesvätskan från en skål, vinglas, bägare eller liknande behållare, alternativt slickar sperma från en tallrik eller andra föremål och sen utför snowballing. Både inom den japanska och amerikanska porrfilmsindustrin finns produktionsbolag som specialiserat sig på heterosexuella likväl som homosexuella gokkunfilmer.